# Епархия Джамшедпура
Епархия Джамшедпура (лат. Dioecesis Iamshedpurensis) — епархия Римско-Католической церкви c центром в городе Джамшедпур, Индия. Епархия Джамшедпура входит в митрополию Ранчи. Кафедральным собором епархии Джамшедпура является церковь святого Иосифа.

## История
2 июля 1962 года Римский папа Иоанн XXIII выпустил буллу Sicut bona mater, которой учредил епархию Джамшедпура, выделив её из архиепархий Калькутты и Ранчи.

## Ординарии епархии
- епископ Лоуренс Тревор Пикачи (2.07.1962 — 29.05.1969) — назначен архиепископом Калькутты;
- епископ Joseph Robert Rodericks (25.06.1970 — 9.01.1996);
- епископ Феликс Топпо (14.06.1997 — 24.06.2018).

## Источник
- Annuario Pontificio, Ватикан, 2007
- Булла Sicut bona mater, AAS 55 (1963), стр. 809  (лат.)